# Jacques Doriot
Jacques Doriot (Bresles, Oise, 26 september 1898 – Mengen, Württemberg, 22 februari 1945) was een Frans fascistisch politicus en collaborateur.

## Achtergrond
Jacques Doriot kwam uit een arbeidersgezin: zijn vader was smid en zijn moeder naaister. Jacques Doriot werkte op een melkfabriek en trok als jongeman van 17 jaar naar Saint-Denis (Seine-Saint-Denis) en werkte als arbeider in de metaalindustrie.

## Vroege carrière
Jacques Doriot werd in 1916 socialist en sloot zich aan bij de Jeunessess Socialistes (Jonge Socialisten). Hij behoorde tot de zogenaamde groep van "anti-oorlogssocialisten" en pacifisten die een minderheidspositie binnen de Section Française de l'Internationale Ouvrière (Franse Sectie van de Arbeidersinternationale) innamen en fel gekant waren tegen de Eerste Wereldoorlog, en in 1917 nam hij, tijdens het hoogtepunt van de Eerste Wereldoorlog, dienst in het Franse leger. Hij nam actief deel aan de strijd en werd in 1918 door de Duitsers krijgsgevangen genomen. Hij bleef in Duitse krijgsgevangenschap tot het einde van de oorlog. Vanwege zijn verdiensten – hij had een gewonde kameraad gedragen – werd hij onderscheiden met het Croix de Guerre (Oorlogskruis).
Na zijn terugkeer in Frankrijk werd hij in 1920 lid van de Parti Communiste Français (Communistische Partij van Frankrijk). Hij maakte snel carrière binnen de PCF en wist binnen enkele jaren op te klimmen als een van leidinggevende figuren binnen de PCF. In 1921 reisde hij naar Moskou (Sovjet-Unie) en werd er verder geschoold in de communistische leer. Ook was hij van 1921 tot 1923 vertegenwoordiger van de Mouvement Jeunes Communistes de France (Communistische Jeugdbeweging van Frankrijk) bij de Communistische Internationale (Comintern). In 1922 werd hij lid van het Presidium van het Uitvoerende Comité van de Comintern en van 1923 tot 1926 was hij secretaris-generaal van de Mouvement Jeunes Communistes de France. In 1923 werd hij gearresteerd wegens deelname aan een protestbeweging tegen de Franse bezetting van het Ruhrgebied. Hij belandde vervolgens in de gevangenis. Een jaar later kwam hij vrij. Bij de parlementsverkiezingen van 1924 werd hij, als communistische kandidaat, voor Saint-Denis in de Kamer van Afgevaardigden gekozen.
Jacques Doriot was een toegewijd communist die gestaag opklom in de partijhiërarchie en werd gewaardeerd door zijn medecommunisten, maar door hen er ook van werd verdacht bezig te zijn met een persoonlijke carrière. Hij raakte bij tijd en wijle in conflict met zijn collega's, onder wie Maurice Thorez, een rechtstreekse concurrent van Doriot.

## Breuk met het communisme
Jacques Doriot werd in 1931 tot burgemeester van Saint-Denis gekozen. Begin jaren 30, toen zowel de NSDAP van Hitler als de Kommunistische Partei Deutschlands (KPD) aan invloed toenamen, bezocht hij Duitsland en zag met eigen ogen de groei van de NSDAP van Hitler. Hij zegde namens de PCF de steun van de Franse communisten aan de KPD toe. Uiteindelijk greep Hitler in 1933 de macht in Duitsland en verbood de KPD en zette haar leiders gevangen. De uiteindelijke nederlaag van de KPD weet Doriot aan het gebrek aan samenwerking tussen de KPD en de Sozialdemokratische Partei Deutschlands. Een volksfront van socialisten en communisten had Hitlers machtsovername, aldus Doriot, in Duitsland kunnen voorkomen. Om een soortgelijke fascistische machtsovername in Frankrijk te voorkomen bepleitte hij een volksfront van de SFIO en de PCF. In 1933 begonnen de partijleidingen van de PCF en SFIO onderhandelingen over de vorming van een volksfront, maar deze liepen aanvankelijk vast (1933). Na de rellen van 6 februari 1934, toen extreemrechts probeerde de macht over te nemen in Frankrijk, vonden er opnieuw besprekingen plaats tussen communisten en socialisten over de vorming van een volksfront. De gesprekken vonden op 8 februari 1934 plaats in Saint-Denis en werden geleid door Doriot. Maurice Thorez, de secretaris-generaal van de PCF, wees, na een vergadering van communistische leiders in Parijs, de onderhandelingen tussen communisten en socialisten af, waarna een verbitterde Doriot als burgemeester terugtrad. Hij schreef vervolgens een brief aan de Comintern om steun te krijgen voor zijn volksfrontideeën. De leiding van de Comintern verzocht Doriot hierop om naar Moskou te komen, maar hij weigerde. Tijdens het partijcongres van de PCF in juni 1934 werd besloten om Doriot als partijlid te royeren.

## Fascistisch leider

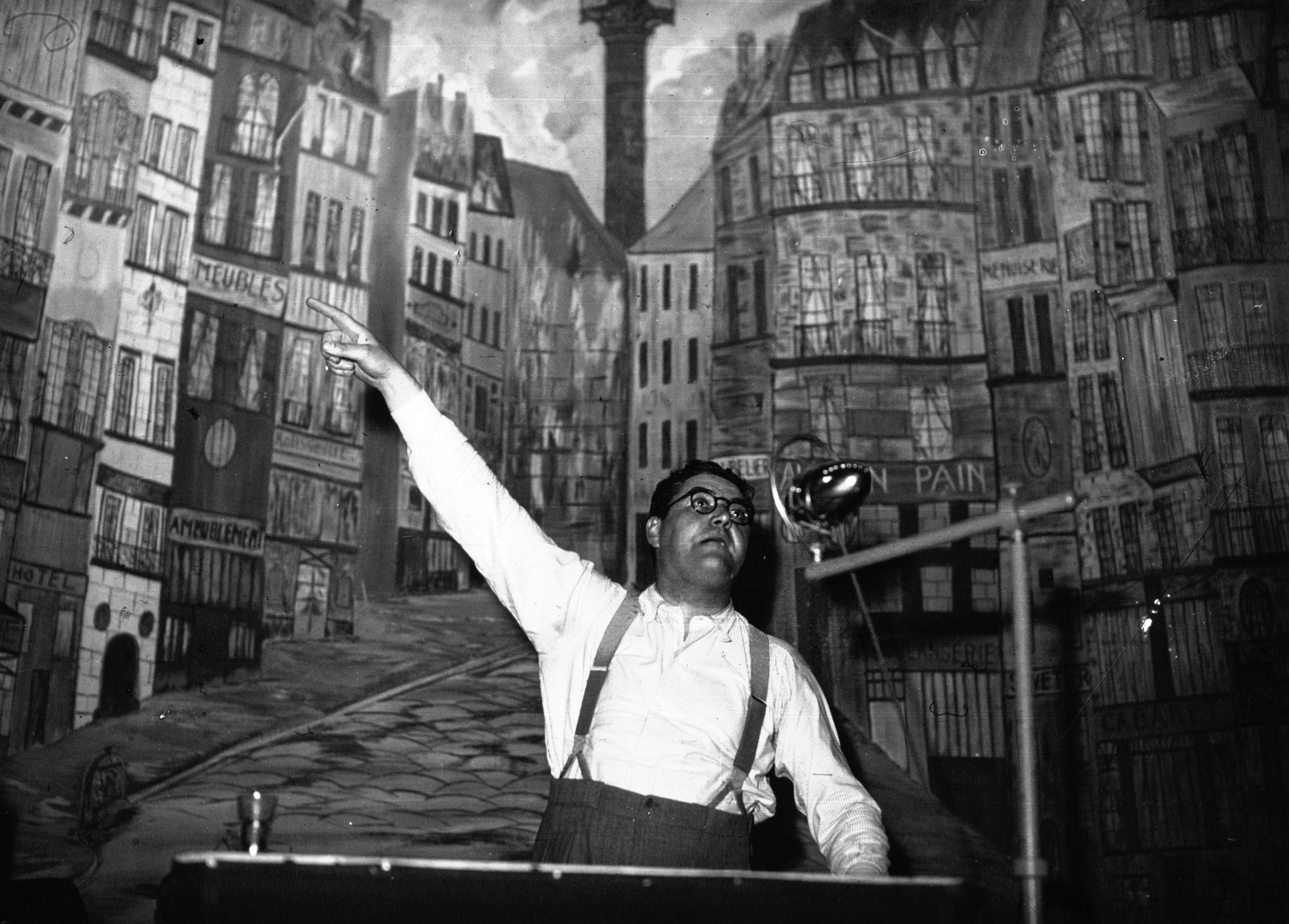
Jacques Doriot spreekt op de eerste bijeenkomst van de Parti Populaire Français in het gemeentelijk theater van Saint-Denis, 1936.

Doriot bleef Kamerlid en vormde een eenmansfractie. Later sloten andere oud-communisten zich bij hem aan en op 28 juni 1936 richtten zij de Parti Populaire Français (Franse Volkspartij) op. De PPF was aanvankelijk pseudofascistisch, socialistisch (zie: neosocialisme), maar wel fel anti-marxistisch en bestreed het door Léon Blum (SFIO) geleide Volksfront. Doriot bepleitte samenwerking met nazi-Duitsland en om de rivaliteit tussen Frankrijk en Duitsland te beëindigen om zo tot een langdurige periode vrede en ontspanning te komen. Ook streefde hij naar een uitvoerend presidentschap. Via zijn krant L'Émancipation Nationale maakte Doriot zijn ideeën aan de wereld kenbaar.
Na 1936 werden zowel de PPF als Doriot steeds fascistischer en steeds meer extreemrechtse elementen zoals leden van Action Française, Jeunessess Patriotes, Croix-de-Feu en Solidarité Française traden toe tot de PPF. Doriot begon samenwerking met andere (extreem-)rechtse partijen, zoals de Parti Social Français van kolonel François de La Rocque, maar men ging hier niet op in.
Aanvankelijk werd de PPF financieel gesteund door Franse kapitalisten, zoals de directeur van de bank van Worms, Gabriel Leroy-Ladurie, maar later moest Doriot zich tot het fascistische Italië van Mussolini en nazi-Duitsland wendden voor financiële ondersteuning van zijn partij. Vanaf 1938 noemde Doriot zich openlijk een fascist en begon hij te spreken over "het Joodse vraagstuk". Ofschoon Doriot zich bleef presenteren als revolutionair, begonnen veel mensen hem te zien als een conservatieve nationalist en begon zijn populariteit af te nemen. Een eerste teken van de afname van zijn populariteit was het feit dat hij in 1937 werd verslagen als kandidaat voor het burgemeesterschap van Saint-Denis.
Tijdens de Spaanse Burgeroorlog (1936-1939) steunde Doriot generaal Francisco Franco en zijn nationalistische opstandelingen. Menigmaal sprak hij over de Spaanse "patriotten" van Franco die zich verzetten tegen een communistische ("bolsjewistische") machtsovername in Spanje.

## Collaboratie tijdens de Tweede Wereldoorlog
Aan de vooravond van de Tweede Wereldoorlog was de invloed van de PPF sterk afgenomen – de partij telde maar ca. 200.000 leden – en de kans dat Doriot op democratische wijze enige macht zou kunnen verwerven in Frankrijk was nihil.
Bij het uitbreken van de Tweede Wereldoorlog in september 1939 werd Doriot gemobiliseerd. Hij verzekerde dat hij als goed vaderlander de landsgrenzen zou verdedigen. Nadat maarschalk Philippe Pétain in juni 1940 namens het verslagen Frankrijk een wapenstilstand met nazi-Duitsland had gesloten, besloot Doriot dat de PPF in het "belang van Frankrijk" met de Duitsers moest samenwerken om de "Nieuwe Orde" (d.i. het fascistische bewind) in Frankrijk te vestigen. Doriot probeerde Marcel Déat – eveneens een collaborateur van het eerste uur –, de partijleider van de fascistische Rassemblement Anticommuniste, te bewegen om een gezamenlijke fascistische partij te stichten, maar dit lukte niet. Hierop reisde hij naar Vichy-Frankrijk en hoopte er een rol van betekenis te kunnen spelen. Vichy-minister Pierre Pucheu sloot de PPF echter uit van regeringsdeelname. Doriot beschouwde Vichy-Frankrijk daarop als niet-fascistisch en ging naar Parijs, dat in het bezette deel van Frankrijk lag. In Parijs werd hij omroeper voor een anticommunistisch, pro-Duits programma op Radio Paris (Radio Parijs). Hierna kreeg hij de leiding over het weekblad Le Cri du Peuple ("De Schreeuw van het Volk"), dat in Duitsland, Italië en Vichy-Frankrijk werd uitgegeven, en waarin fascisten als Drieu La Rochelle, Ramon Fernandez, Alain Laubreaux en Robert Brasillach artikelen schreven.
Uiteindelijk sloot Doriots PPF zich aan bij de Rassemblement National Populaire (RNP, Nationale Volksgroepering). Doriot hoopte dat de bezetter de RRN zou verheffen tot fascistische eenheidspartij, maar dit gebeurde niet. In werkelijkheid zagen de Duitsers Doriot slechts als propagandist voor het fascisme. Nooit waren zij van plan geweest om Doriot tot fascistisch leider te benoemen.
Door het Molotov-Ribbentroppact tussen de Sovjet-Unie en nazi-Duitsland kon Doriot zich tot de Duitse inval in de Sovjet-Unie in juni 1941, niet negatief uitlaten over het communisme, maar na de inval kon hij dit wel weer. Als fel anticommunist vormde hij met Déat en Joseph Darnand het Légion des Volontaires Français (ook wel Infanterieregiment 638, later 33. Waffen-Grenadier-Division der SS "Charlemagne" (französische Nr. 1) genaamd). Het LVF bestond uit vrijwilligers die aan de zijde van de Duitsers in de Sovjet-Unie moesten vechten tegen het bolsjewisme. Doriot trok zelf als LVF-soldaat naar het oostfront. Toen de LVF praktisch geheel was vernietigd (1943) werd hij Wehrmachtmilitair. In 1943 werd hij onderscheiden met het IJzeren Kruis. In 1944 keerde hij naar Frankrijk terug.

## Het einde
Na de geallieerde landing in Normandië (juni 1944) en de daaropvolgende geallieerde opmars in Frankrijk, vluchtte Doriot – na in juli 1944 nog een fascistische demonstratie in Parijs te hebben bijgewoond – in december 1944 naar Duitsland waar hij zich in Sigmaringen voegde bij de uitgeweken Vichyregering. Hij speelde nog een rol onder de naar Duitsland uitgeweken Franse fascisten, namelijk door toe te treden tot de Vichyregering in ballingschap. In december 1944 had hij, met andere Franse fascisten zoals Déat, een ontmoeting met Hitler om de positie van Frankrijk in het door Hitler veroverde Europa te bespreken (!). In januari 1945 richtte hij in Duitsland het Comité de Libération Française (Comité voor de Bevrijding van Frankrijk), om de Franse émigrégemeenschap in Duitsland te verenigen onder zijn leiding en die van de PPF. Doriot slaagde hier niet in.
Op 22 februari 1945 werd de auto waarin Doriot zich bevond tijdens een rit van Mainau naar Sigmaringen nabij Mengen beschoten door twee vliegtuigen en de auto werd geraakt. Doriot probeerde uit de auto te komen, maar de vliegtuigen keerden nog een keer terug voor nog een aanval. Doriot was niet snel genoeg en tijdens de tweede aanval op de auto werd hij dodelijk geraakt. Of het om geallieerde of Duitse vliegtuigen ging is overigens nooit opgehelderd.
Het lichaam van Doriot werd begraven in Mengen. Hier ligt hij nog altijd begraven.